# USS Trever (DD-339)
Za druga plovila z istim imenom glejte USS Trever.
USS Trever (DD-339) je bil rušilec razreda Clemson v sestavi Vojne mornarice Združenih držav Amerike.
Rušilec je bil poimenovan po pomorskem častniku Georgu Arthurju Treverju.

## Zgodovina
Za zasluge med drugo svetovno vojno je bil rušilec odlikovan s petimi bojnimi zvezdami.
23. novembra 1945 je bil rušilec izvzet iz aktivne sestave, bil 5. decembra 1945 odstranjen iz seznama plovil Vojne mornarice ZDA in bil 12. novembra 1946 prodana za razrez.